# Hans Henning Holm
Hans Henning Holm (* 20. November 1908 in Nindorf; † 25. März 1977 in Hamburg) war ein deutscher Schriftsteller, Bühnen- und Hörspielautor.

## Leben
Hans Henning Holm studierte nach dem Abitur, das er 1928 an der Neumünsteraner Holstenschule ablegte, Anglistik und romanische Sprachen an der Universität Kiel. Anschließend arbeitete er im Ausland als Übersetzer, Lektor, Redakteur und Schriftsteller. Seine Teilnahme am Zweiten Weltkrieg brachte ihn in amerikanische Kriegsgefangenschaft. Nach seiner Freilassung war er vorübergehend beim Hamburger Finanzamt beschäftigt, bis er 1952 zum damaligen NWDR kam. Von 1960 bis 1973 war er Leiter der Niederdeutschen Abteilung des NDR. In dieser Eigenschaft unterstand ihm auch die Sendung Hör mal ’n beten to, für die er zahlreiche Beiträge schrieb. Daneben verfasste Holm niederdeutsche Hörspiele und Theaterstücke, schrieb Erzählungen und war maßgeblich am Aufbau des Hamburger Schriftstellerverbandes beteiligt, dem er zeitweise als 2. Vorsitzender angehörte.
Zur Erinnerung an sein Werk wird seit 1988 der Hans-Henning-Holm-Preis für besondere Leistungen im Rahmen von plattdeutschen Hörspielen vergeben. Holm selber erhielt 1957 sowohl den Freudenthal-Preis als auch den Fritz-Reuter-Preis, letzteren für seine epische Dichtung Dat Stunnenglas.
Hans Henning Holm war verheiratet und hatte einen Sohn.

## Werke

### Theaterstücke
- De naakte Adam (UA: Ohnsorg-Theater, 11. Januar 1959)
- Dat Modell (UA: Ohnsorg-Theater, 2. Mai 1965)
- De Pelz (UA: Ohnsorg-Theater, 4. Mai 1965)
- Swatt is Trumpf (Sössunsösstig)
- Schatten vun güstern (UA: Ohnsorg-Theater, 23. Oktober 1966)
- Landleben
- Quartett to drütt
- Eenstimmig

### Erzählungen
- Dat Stunnenglas
- Dat Fabelbook (später neu aufgelegt unter dem Titel Depe Insichten)
- Hör mal’n beten to
- De Tiet, de löppt
- Dor stunn in ole Tieden
- Damals in Neumünster (Lebenserinnerungen)
- Plattdütsch, een Weltspraak
- De Lebenskrink

### Bücher
- 1943: Der Schwan vom Avon, Amandus Verlag
- 1972: Da bist Du platt! Unterhaltsames Sammelsurium niederdeutscher Wörter und Redensarten mit Zeichnungen von Anneli Reichert. LN-Verlag, Lübeck
- 1977: Damals in Neumünster, Erinnerungen, Wachholtz, Neumünster

### Hörspiele

#### Als Autor
- 1951: Wat waard hier späält? – Regie: Werner Perrey, mit Hans Mahler, Magda Bäumken, Otto Lüthje, Hilde Sicks, Rudolf Beiswanger, Erna Raupach-Petersen, Heinz Lanker u. a.
- 1954: Wokeen kennt mi? – Regie: Günter Jansen, mit Hans Mahler, Erna Raupach-Petersen, Otto Lüthje u. a.
- 1965: De Seelenköper – Regie: Friedrich Schütter, mit Hartwig Sievers, Jochen Schenck, Heidi Mahler, Heinz Lanker, Ernst Grabbe, Heini Kaufeld, Gisela Wessel, Edgar Bessen, Hanno Thurau, Reiner Brönneke u. a.
- 1967: Schatten vun güstern – Regie: Günther Siegmund, mit Jochen Schenck, Gisela Wessel, Hilde Sicks, Heini Kaufeld und Ingrid von Bothmer
- 1967: De Arvschopp – Regie: Günter Jansen, mit Otto Lüthje, Erna Raupach-Petersen, Rudolf Beiswanger, Hilde Sicks, Karl-Heinz Kreienbaum, Günter Lüdke, Bruno Vahl-Berg, Willem Fricke, Günther Siegmund, Karl Otto Ragotzky u. a.
- 1969: Kuckuckseier – Regie: Günther Siegmund, mit Hilde Sicks, Ernst Grabbe, Hanno Thurau, Rudolf Beiswanger u. a.

#### Hörspielbearbeitungen
- 1963: Hermann Kölln: Twee Dören – Regie: Rudolf Beiswanger
- 1963: Magna Petersen: Küselwind – Regie: Rudolf Beiswanger
- 1965: Hermann Boßdorf: Dat Schattenspeel – Regie: Heini Kaufeld
- 1965: Hermann Boßdorf: Kramer Kray – Regie: Günther Siegmund
- 1966: Adolf Woderich: De Börgermeisterstohl – Regie: Heinz Lanker
- 1968: Bertel Budtz Müller: De Lüd vun Norderstrand (Übersetzung) – Regie: Heini Kaufeld
- 1968: Charles Haugbøll: De Windbütel (Übersetzung) – Regie und Sprecher: Curt Timm